# Schwanzdecken

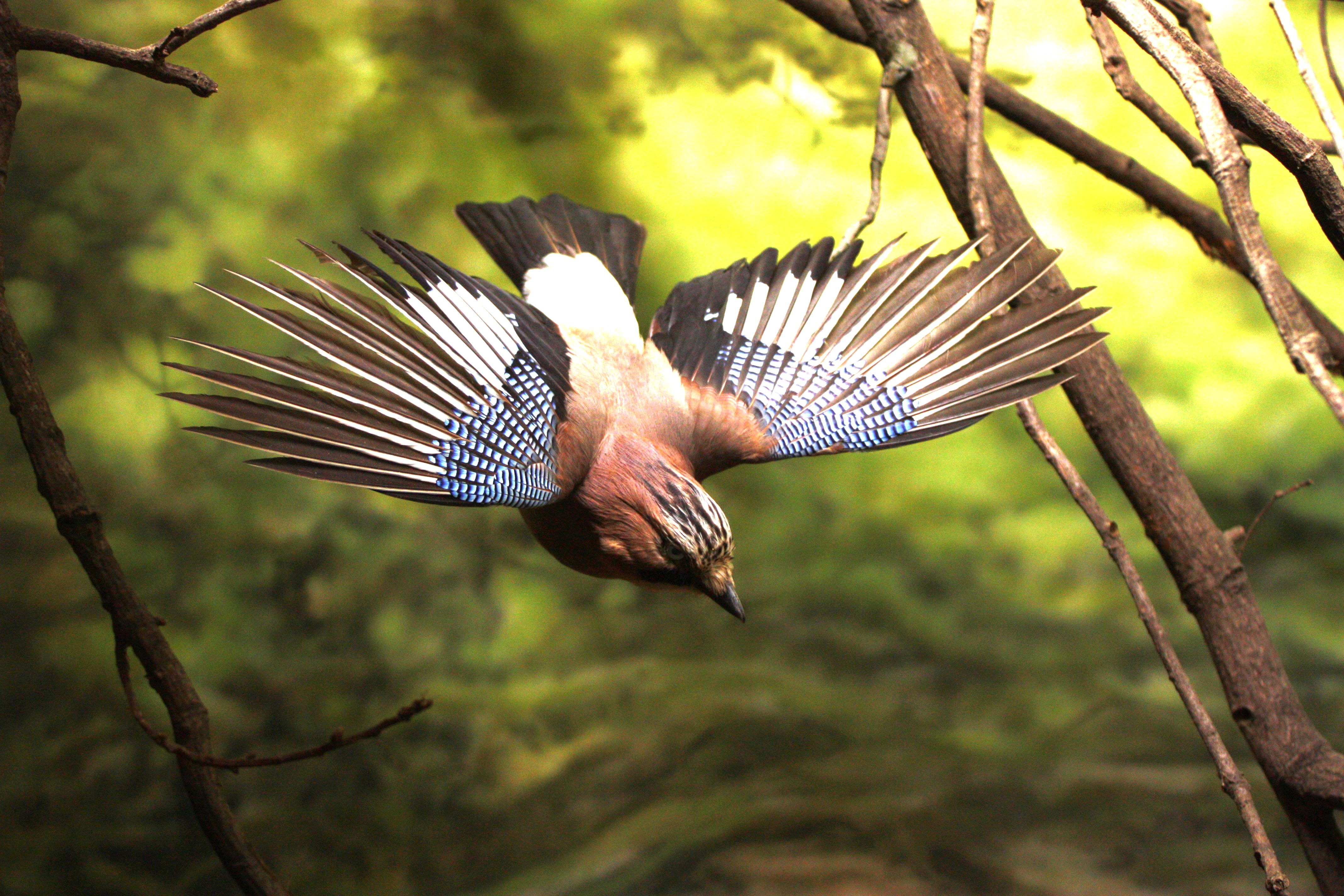
Eichelhäher (Präparat) mit deutlich sichtbaren, weißen Oberschwanzdecken und Bürzelfedern

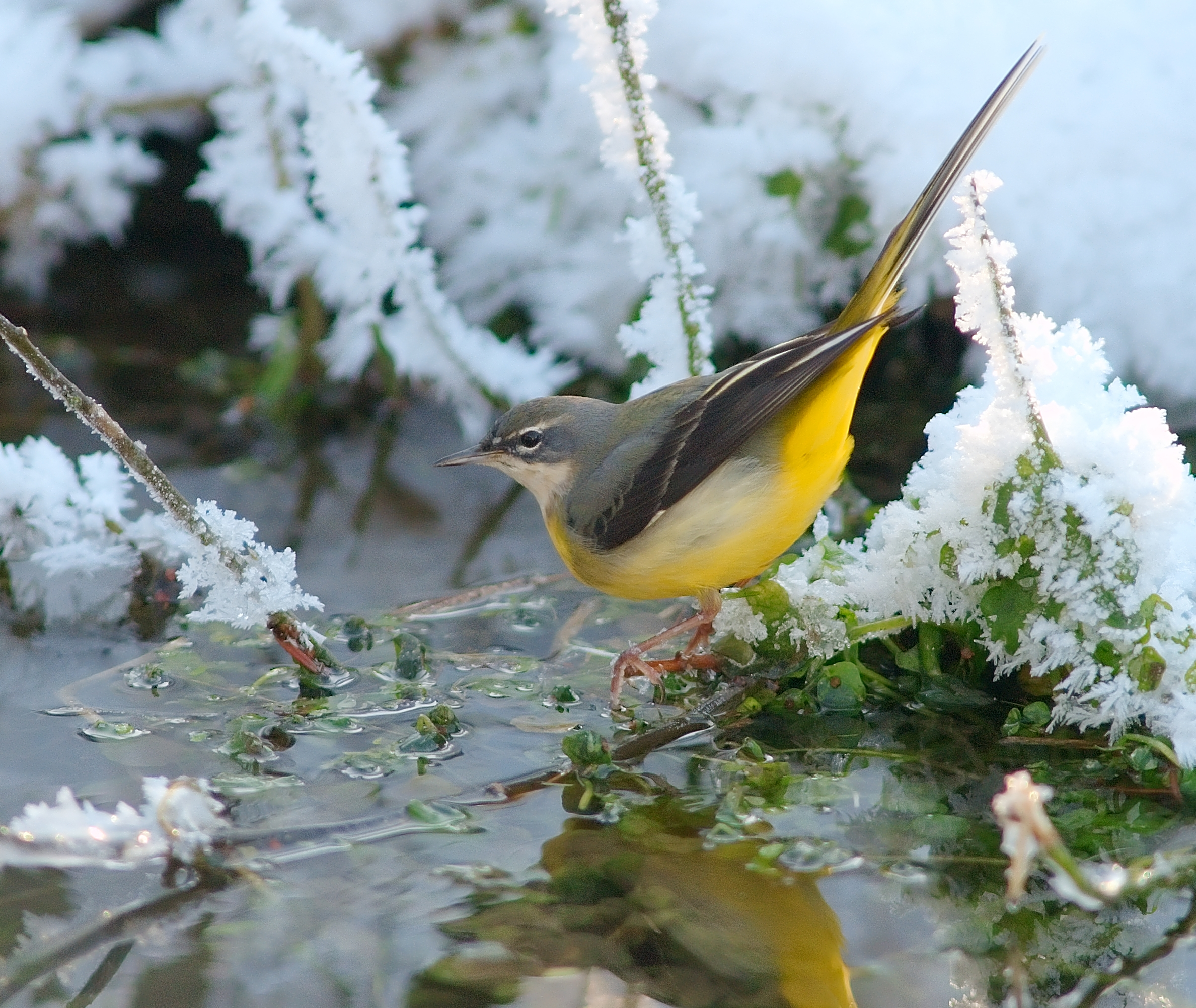
Leuchtend gelbe Unterschwanzdecken einer Gebirgsstelze

Die Schwanzdecken (Tectrices caudales) sind die Deckfedern, die oberseits (dorsal) und unterseits (ventral) den basalen Teil der Steuerfedern eines Vogels bedecken. Dabei reichen die Oberschwanzdecken (Tetrices dorsalis caudae) in sich dachziegelartig überlappenden Reihen bis zur Bürzeldrüse, die Unterschwanzdecken (Rectrices ventralis caudae) bis zum After. Die mittleren Schwanzdecken sind meist jeweils größer als die äußeren.
Die Schwanzdecken unterscheiden sich von den Steuerfedern durch ihre weichere Beschaffenheit und ihre kräftiger mit Dunen besetzte Basis. Während die Oberschwanzdecken leicht dorsal gekrümmt sind, sind die Unterschwanzdecken meist vergleichsweise schmal mit leicht s-förmig gekrümmtem Kiel und sehr ausgedehnt bedunter Basis.
Die Anzahl an großen Schwanzdecken kann je nach verwandtschaftlicher Gruppe mit der Anzahl der Steuerfedern übereinstimmen, kleiner oder größer sein:
- übereinstimmende Anzahl: Caprimulgidae, Columbidae, die meisten Charadriidae und Scolopacidae, Pelecanidae
- größere Anzahl: Strigidae, Phoenicopteridae, viele Anatidae
- geringere Anzahl: Passeriformes, Rallidae, Phasianidae

Meist sind die Schwanzdecken kürzer als die Steuerfedern. Es gibt aber Arten, bei denen sie genauso lang sind oder weit über dieselben hinausragen. So wird das „Rad“ der Asiatischen Pfauen nicht etwa von den Steuerfedern, sondern von den extrem verlängerten Oberschwanzdecken gebildet. Ein besonderes Beispiel für verlängerte Unterschwanzdecken bietet hingegen die zu den Kolibris gehörende Wundersylphe, bei der sie den gesamten Vogel wimpelartig überragen.
Oft bilden die Schwanzdecken allein oder zusammen mit anderen Gefiederpartien (z. B. Bürzel oder Gefieder der Unterseite) abgesetzt farbige Partien, denen bei der Balz oder beim Abfliegen eine Signalwirkung zukommt. Beim Habicht werden beispielsweise die leuchtend weißen Unterschwanzdecken beim Balzflug abgespreizt, was auch als „flaggen“ bezeichnet wird. Beim Birkhahn werden die sie bei der Balz fächerförmig aufgestellt und kontrastieren zu dem sonst überwiegend schwarzen Gefieder.
Auch als Bestimmungsmerkmal werden die Schwanzdecken oft hinzugezogen. So kann man beispielsweise die sehr ähnlichen Schwesterarten Nachtigall und Sprosser anhand der Unterschwanzdecken unterscheiden und auch bei den Kleibern bieten diese ein wichtiges Unterscheidungsmerkmal.

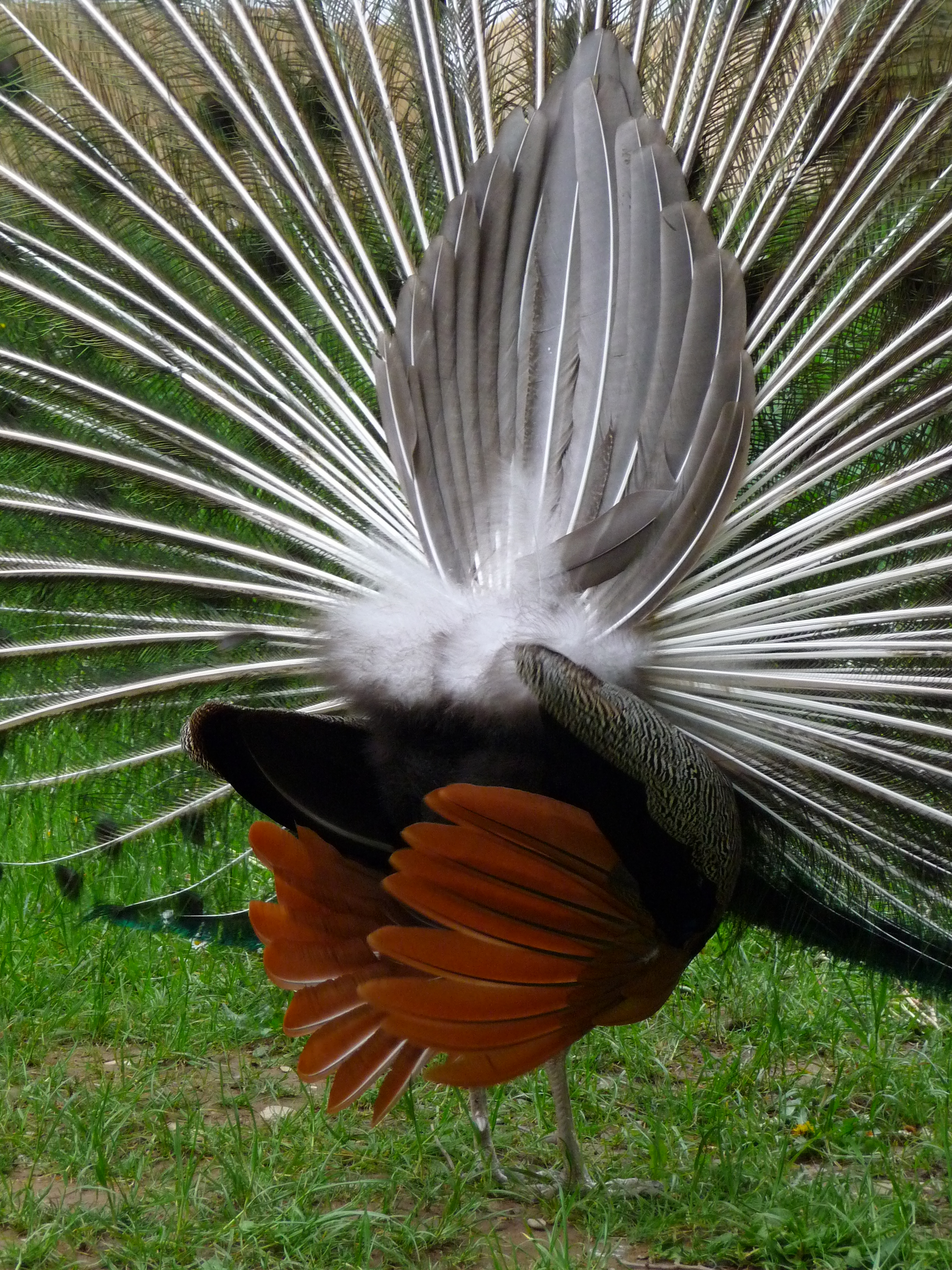
Das „Rad“ der Pfauen besteht aus den extrem verlängerten Oberschwanzdecken, die die Steuerfedern (im Bild oben, mittig) deutlich überragen
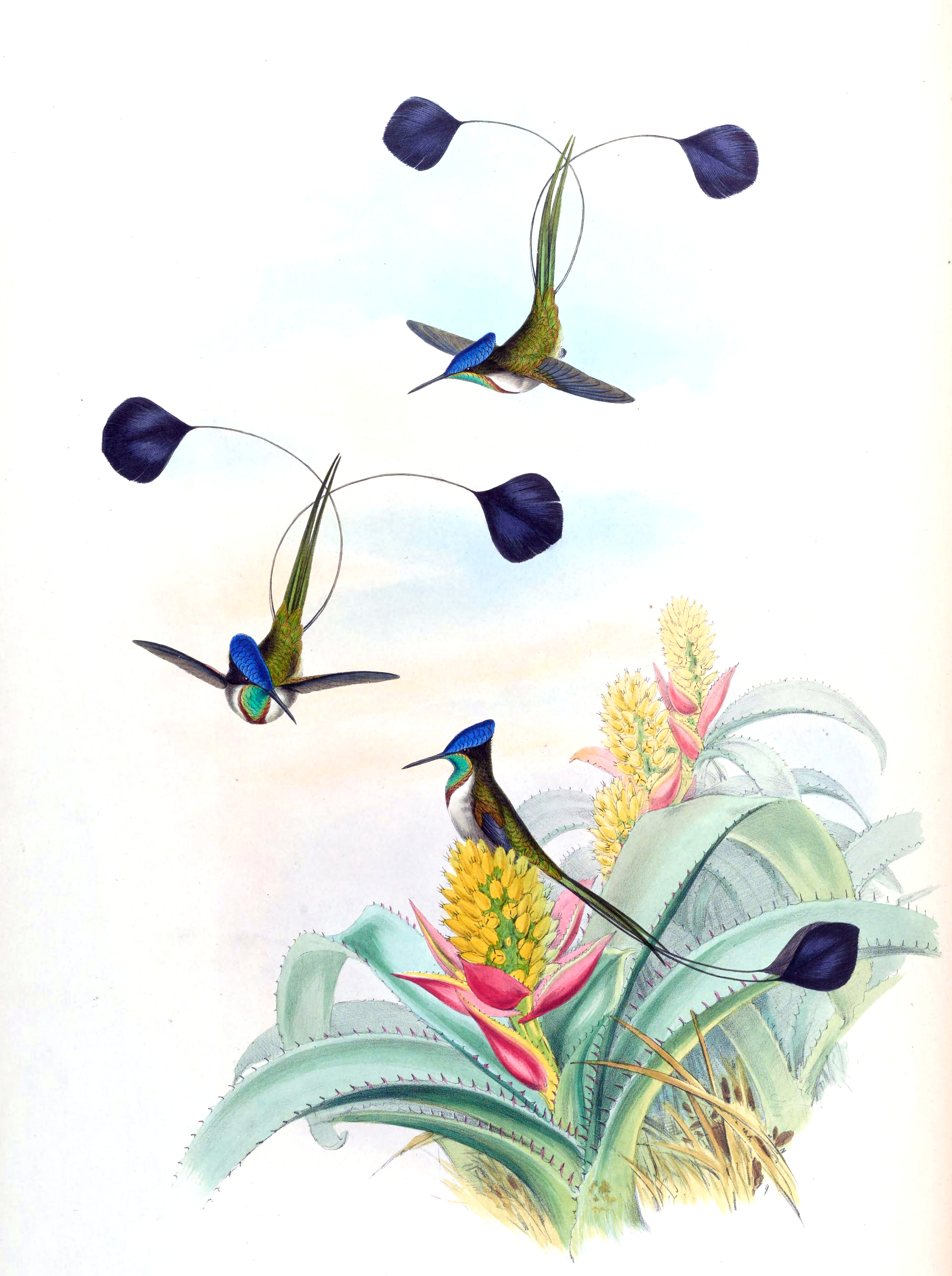
Wimpelartige Unterschwanzdecken der Wundersylphe
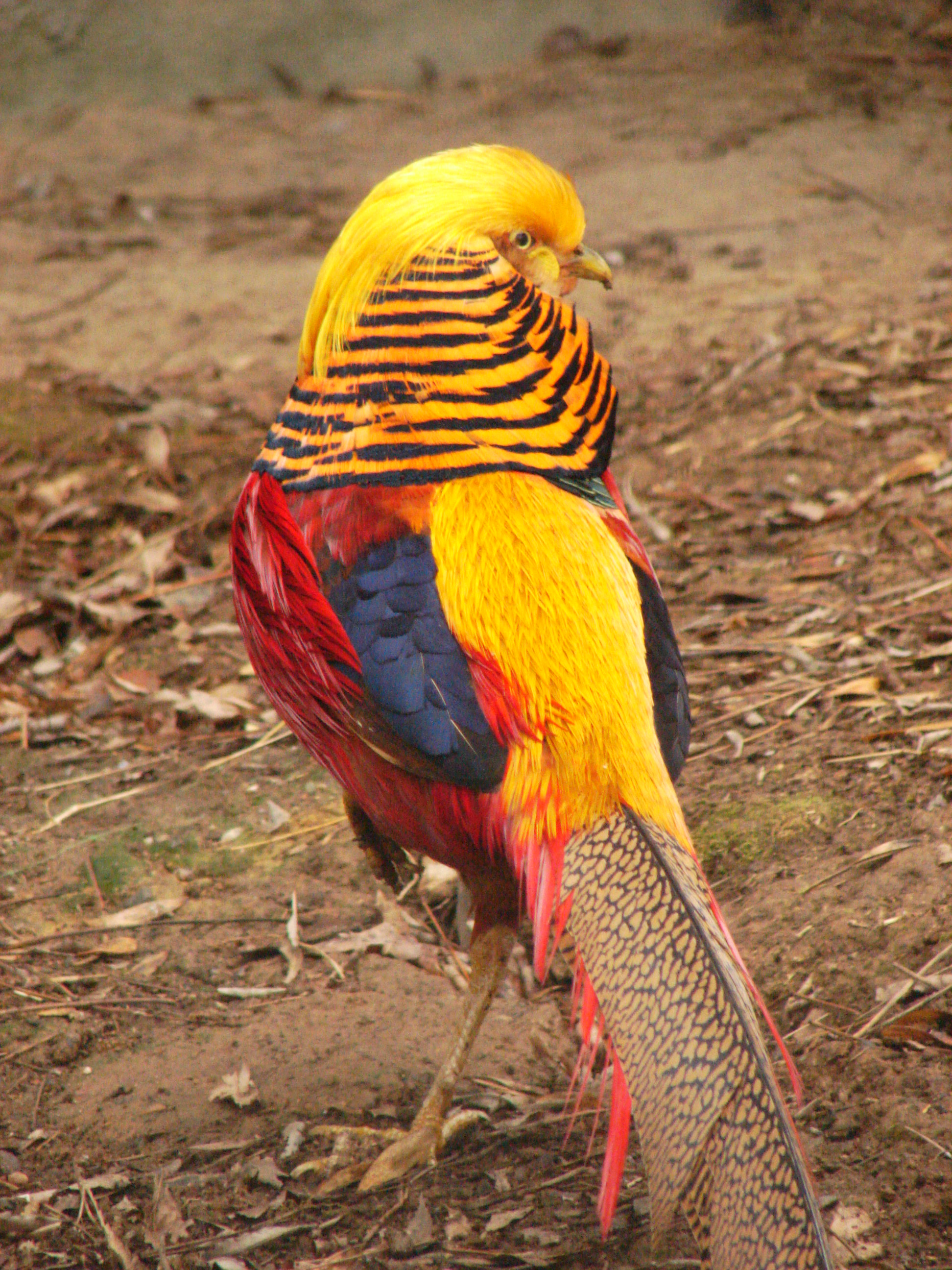
Gelber Bürzel und Oberschwanzdecken eines Goldfasans
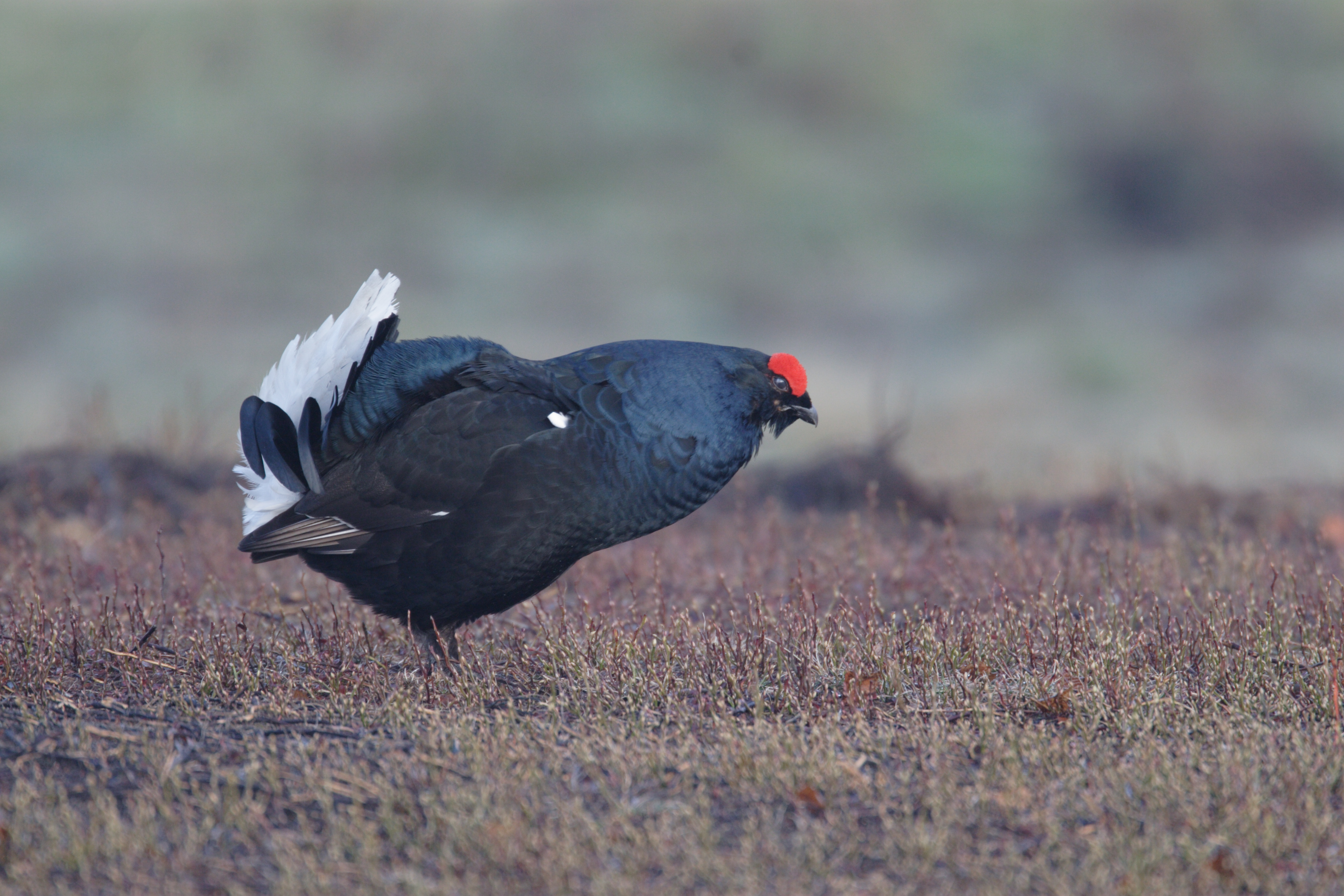
Bei der Balz stellen Birkhähne ihre weißen Unterschwanzdecken zur Schau
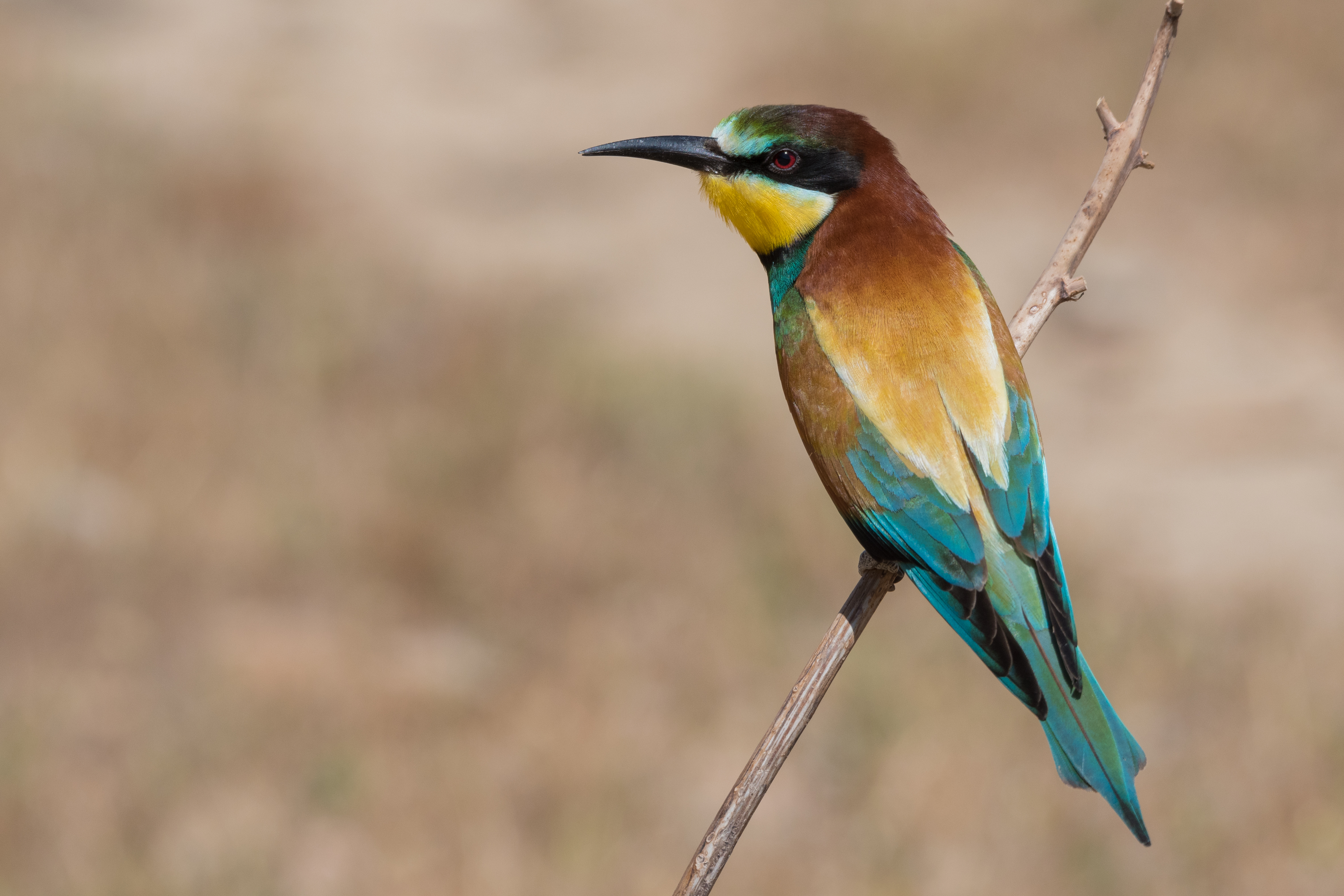
Blaue Oberschwanzdecken bei einem diesjährigen Bienenfresser